# Särkiluoto (ö i Finland, Norra Karelen, Joensuu, lat 62,45, long 29,64)
Särkiluoto är en ö i Finland. Den ligger i sjön Pyhäselkä och i kommunen Libelits i den ekonomiska regionen  Joensuu ekonomiska region  och landskapet Norra Karelen, i den sydöstra delen av landet, 300 km nordost om huvudstaden Helsingfors. Öns area är 0,1 hektar och dess största längd är 120 meter i öst-västlig riktning.